# NGC 4616
NGC 4616 (други обозначения – ESO 322 – 56, MCG -7-26-30, DCL 134, PGC 42662) е елиптична галактика (E) в съзвездието Кентавър.
Обектът присъства в оригиналната редакция на „Нов общ каталог“.